# 膝枕

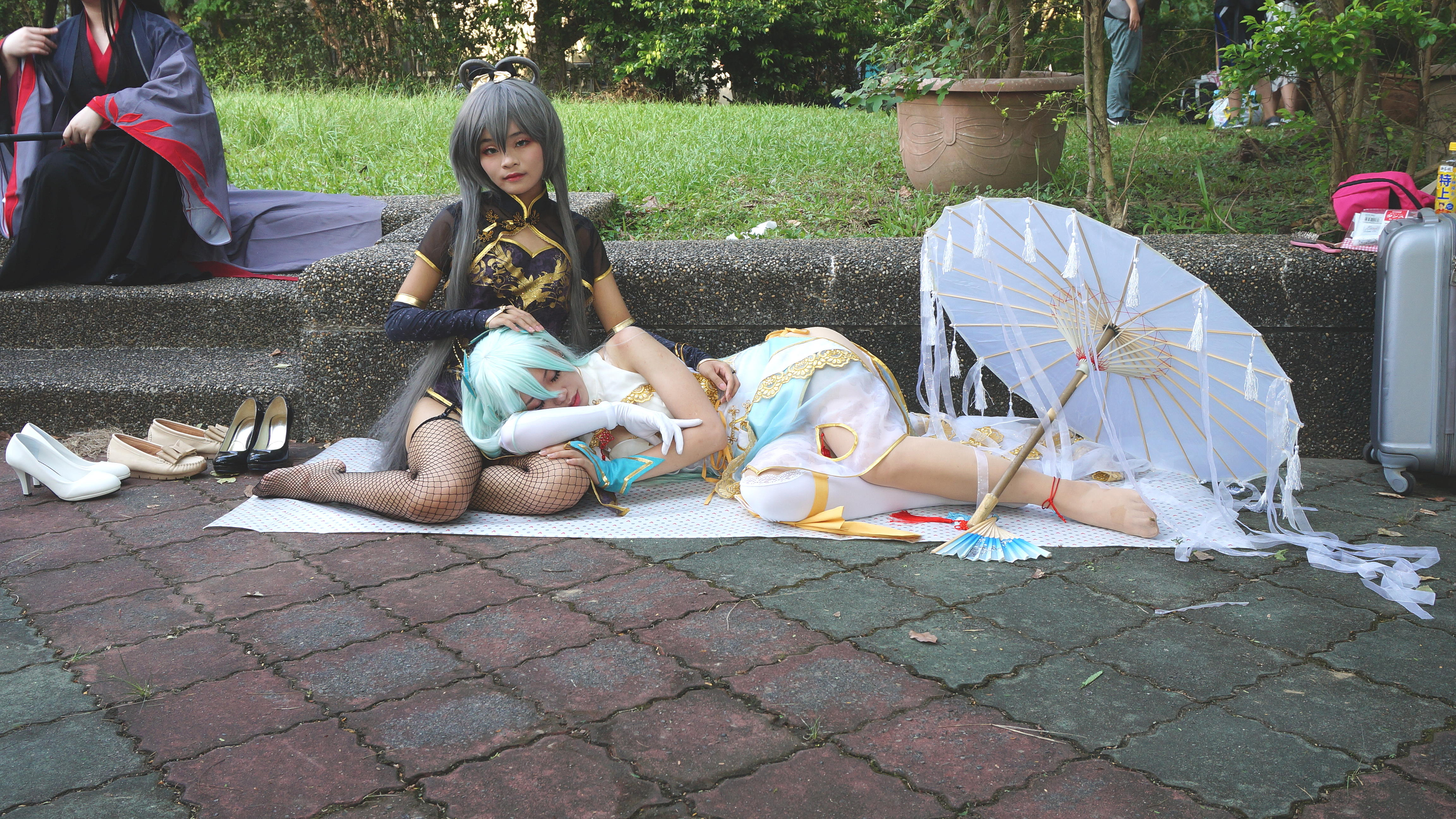
图中扮演洛天依的Cosplayer正在为扮演初音未来的Cosplayer提供膝枕

膝枕是指一人提供大腿，一人躺大腿的行为。

## 由来
膝枕一词由日语直接翻译而来。
当时日本对人类构造理解不透彻，将大腿（もも）包含在膝（ひざ）的语意范围之内。

## 含义
膝枕一般在幸福温馨的画面里发生，包含着信任、亲密、温馨以及安宁的韵味。在男女交往到一定程度时，女方为男方提供膝枕能提高两人间的亲密程度。